# Список наград и номинаций Эндрю Гарфилда
Э́ндрю Га́рфилд (англ. Andrew Garfield) — английский и американский актёр, широко известный своими ролями на экране и сцене. За свою карьеру он получил премии BAFTA TV, «Золотой глобус» и «Тони», а также был номинирован на две премии «Оскар», три премии BAFTA, премию Лоренса Оливье, «Эмми» и три премии Гильдии киноактёров США.
Международное признание Гарфилд получил благодаря роли Эдуардо Саверина в драме «Социальная сеть» (2010), за которую он был номинирован на премии BAFTA и «Золотой глобус» как лучший актёр второго плана. Гарфилд дважды выдвигался на премию «Оскар» в категории «Лучшая мужская роль» — за роли Десмонда Досса в военной драме «По соображениям совести» (2016) и Джонатана Ларсона в мюзикле «Тик-так, бум!» (2021). За последний фильм он был отмечен премией «Золотой глобус» за лучшую мужскую роль в комедии или мюзикле.
За работу на телевидении, заслуги актёра включают: премию BAFTA TV в категории «Лучшая мужская роль» — за роль бывшего заключённого в британской драме «Мальчик А» (2008) и номинацию на премию «Эмми» за лучшую мужскую роль в мини-сериале или фильме — за роль детектива полиции в мини-сериале «Под знаменем небес» (2022).
На сцене Гарфилд дебютировал на Бродвее, исполнив роль Биффа Ломана в возрождённой трагической постановке Артура Миллера «Смерть коммивояжёра» (2012), за которую номинировался на премию «Тони» за лучшую мужскую роль второго плана в пьесе. В 2017 году актёр сыграл Прайора Уолтера в возрождённой эпической пьесе Тони Кушнера «Ангелы в Америке» на Вест-Энде, которая принесла номинацию на премию Лоренса Оливье за лучшую мужскую роль. Спустя год Гарфилд вернулся на Бродвей, где повторил роль Уолтера, став лауреатом главной театральной награды — «Тони» за главную роль.

## Основные премии
| Награда                        | Год  | Категория                                           | Работа                    | Результат | Ист.   |
| ------------------------------ | ---- | --------------------------------------------------- | ------------------------- | --------- | ------ |
| «Оскар»                        | 2017 | «Лучшая мужская роль»                               | «По соображениям совести» | Номинация | [ 1 ]  |
| «Оскар»                        | 2022 | «Лучшая мужская роль»                               | «Тик-так, бум!»           | Номинация | [ 2 ]  |
| BAFTA                          | 2011 | Восходящая звезда                                   | Восходящая звезда         | Номинация | [ 3 ]  |
| BAFTA                          | 2011 | «Лучшая роль второго плана»                         | «Социальная сеть»         | Номинация | [ 3 ]  |
| BAFTA                          | 2017 | «Лучшая мужская роль»                               | «По соображениям совести» | Номинация | [ 4 ]  |
| BAFTA TV                       | 2008 | «Лучшая мужская роль»                               | «Мальчик А»               | Победа    | [ 5 ]  |
| «Эмми»                         | 2022 | «Лучшая мужская роль в мини-сериале или фильме»     | «Под знаменем небес»      | Номинация | [ 6 ]  |
| «Золотой глобус»               | 2011 | «Лучшая мужская роль второго плана»                 | «Социальная сеть»         | Номинация | [ 7 ]  |
| «Золотой глобус»               | 2017 | «Лучшая мужская роль в драме»                       | «По соображениям совести» | Номинация | [ 8 ]  |
| «Золотой глобус»               | 2022 | «Лучшая мужская роль в комедии или мюзикле»         | «Тик-так, бум!»           | Победа    | [ 9 ]  |
| «Золотой глобус»               | 2023 | «Лучшая мужская роль в мини-сериале или телефильме» | «Под знаменем небес»      | Номинация | [ 10 ] |
| Премия Лоренса Оливье          | 2018 | «Лучшая мужская роль»                               | «Ангелы в Америке»        | Номинация | [ 11 ] |
| Премия Гильдии киноактёров США | 2011 | «Лучший актёрский состав в игровом кино»            | «Социальная сеть»         | Номинация | [ 12 ] |
| Премия Гильдии киноактёров США | 2017 | «Лучшая мужская роль»                               | «По соображениям совести» | Номинация | [ 13 ] |
| Премия Гильдии киноактёров США | 2022 | «Лучшая мужская роль»                               | «Тик-так, бум!»           | Номинация | [ 14 ] |
| «Тони»                         | 2012 | «Лучшая мужская роль второго плана в пьесе»         | «Смерть коммивояжёра»     | Номинация | [ 15 ] |
| «Тони»                         | 2018 | «Лучшая мужская роль в пьесе»                       | «Ангелы в Америке»        | Победа    | [ 16 ] |

## Награды кинофестивалей
| Кинофестиваль                                     | Год  | Категория                              | Работа                               | Результат | Ист.   |
| ------------------------------------------------- | ---- | -------------------------------------- | ------------------------------------ | --------- | ------ |
| Голливудский международный кинофестиваль на Капри | 2016 | «Лучшая мужская роль»                  | «По соображениям совести»            | Победа    | [ 17 ] |
| Голливудский международный кинофестиваль на Капри | 2021 | «Король комедии»                       | «Тик-так, бум!»                      | Победа    | [ 18 ] |
| Голливудский кинофестиваль                        | 2010 | «Лучший актёрский состав»              | «Социальная сеть»                    | Победа    | [ 19 ] |
| Голливудский кинофестиваль                        | 2010 | «Лучшая прорывная роль»                | «Не отпускай меня» «Социальная сеть» | Победа    | [ 19 ] |
| Международный кинофестиваль в Палм-Спрингс        | 2011 | «Лучший актёрский состав»              | «Социальная сеть»                    | Победа    | [ 20 ] |
| Международный кинофестиваль в Палм-Спрингс        | 2017 | Премия «Spotlight»                     | «По соображениям совести»            | Победа    | [ 21 ] |
| Международный кинофестиваль в Палм-Спрингс        | 2021 | Премия «Desert Palm Achievement Award» | «Тик-так, бум!»                      | Победа    | [ 22 ] |
| Международный кинофестиваль в Санта-Барбаре       | 2011 | Премия «Виртуозы»                      | «Социальная сеть»                    | Победа    | [ 23 ] |
| Кинофестиваль в Цюрихе                            | 2017 | Премия «Золотой глаз»                  | «Дыши ради нас»                      | Победа    | [ 24 ] |

## Другие премии и номинации
| Награда                                         | Год  | Категория                                                     | Работа                                   | Результат | Ист.          |
| ----------------------------------------------- | ---- | ------------------------------------------------------------- | ---------------------------------------- | --------- | ------------- |
| AACTA                                           | 2016 | «Лучшая мужская роль»                                         | «По соображениям совести»                | Победа    | [ 25 ]        |
| Международная премия AACTA                      | 2017 | «Лучшая мужская роль»                                         | «По соображениям совести»                | Номинация | [ 26 ]        |
| Международная премия AACTA                      | 2022 | «Лучшая мужская роль»                                         | «Тик-так, бум!»                          | Номинация | [ 27 ]        |
| Награды Австралийской ассоциации кинокритиков   | 2017 | «Лучшая мужская роль»                                         | «По соображениям совести»                | Номинация | [ 28 ]        |
| Премия британского независимого кино            | 2010 | «Лучший актёр второго плана»                                  | «Не отпускай меня»                       | Номинация | [ 29 ]        |
| CinEuphoria Awards                              | 2010 | «Лучшая мужская роль — Международный конкурс»                 | «Мальчик А»                              | Победа    | [ 30 ]        |
| Circuit Community Awards                        | 2010 | «Лучшая мужская роль второго плана»                           | «Социальная сеть»                        | 2-е место | [ 31 ]        |
| Circuit Community Awards                        | 2016 | «Лучшая мужская роль»                                         | «По соображениям совести»                | Номинация | [ 32 ]        |
| «Выбор критиков»                                | 2011 | «Лучшая мужская роль второго плана»                           | «Социальная сеть»                        | Номинация | [ 33 ]        |
| «Выбор критиков»                                | 2011 | «Лучший актёрский состав»                                     | «Социальная сеть»                        | Номинация | [ 33 ]        |
| «Выбор критиков»                                | 2017 | «Лучшая мужская роль в боевике»                               | «По соображениям совести»                | Победа    | [ 34 ]        |
| «Выбор критиков»                                | 2017 | «Лучшая мужская роль»                                         | «По соображениям совести»                | Номинация | [ 34 ]        |
| «Выбор критиков»                                | 2022 | «Лучшая мужская роль»                                         | «Тик-так, бум!»                          | Номинация | [ 35 ]        |
| «Выбор телевизионных критиков»                  | 2023 | «Лучшая мужская роль в мини-сериале или телевизионном фильме» | «Под знаменем небес»                     | Номинация | [ 36 ]        |
| Суперпремия «Выбор критиков»                    | 2022 | «Лучший киноактёр в фильме о супергероях»                     | «Человек-паук: Нет пути домой»           | Победа    | [ 37 ]        |
| Премия британской киноакадемии Evening Standard | 2010 | «Лучшая мужская роль»                                         | «Не отпускай меня» «Социальная сеть»     | Победа    | [ 38 ]        |
| The Film Art Awards                             | 2010 | «Лучший актёр второго плана»                                  | «Социальная сеть»                        | Номинация |               |
| The Film Art Awards                             | 2016 | «Лучший актёр»                                                | «По соображениям совести»                | Победа    |               |
| Golden Schmoes Awards                           | 2010 | «Лучший актёр второго плана»                                  | «Социальная сеть»                        | Номинация | [ 39 ]        |
| Golden Schmoes Awards                           | 2010 | «Прорыв года»                                                 | «Социальная сеть»                        | Номинация | [ 39 ]        |
| Golden Schmoes Awards                           | 2016 | «Лучший актёр»                                                | «По соображениям совести»                | Номинация | [ 40 ]        |
| Golden Schmoes Awards                           | 2021 | «Лучший актёр»                                                | «Тик-так, бум!»                          | 2-е место | [ 41 ]        |
| Golden Schmoes Awards                           | 2021 | «Лучший актёр второго плана»                                  | «Человек-паук: Нет пути домой»           | 2-е место | [ 41 ]        |
| Летняя кинопремия IGN                           | 2016 | «Лучший киноактёр — приз зрительских симпатий»                | «По соображениям совести»                | Победа    | [ 42 ]        |
| Летняя кинопремия IGN                           | 2016 | «Лучший киноактёр»                                            | «По соображениям совести»                | Номинация | [ 42 ]        |
| National Movie Awards                           | 2011 | На что обратить внимание: британцы выходят на мировой уровень | «Социальная сеть»                        | Номинация | [ 43 ]        |
| Ирландская премия в области кино и телевидения  | 2017 | «Лучшая международная мужская роль»                           | «По соображениям совести»                | Номинация | [ 44 ]        |
| Премия итальянского онлайн-кино                 | 2011 | «Лучший актёр второго плана»                                  | «Социальная сеть»                        | Номинация | [ 45 ]        |
| Кинонаграды MTV                                 | 2011 | «Лучшая фраза из фильма»                                      | «Социальная сеть»                        | Номинация | [ 46 ]        |
| Кинонаграды MTV                                 | 2011 | «Лучший прорыв года»                                          | «Социальная сеть»                        | Номинация | [ 46 ]        |
| Кинонаграды MTV                                 | 2015 | «Лучший поцелуй»                                              | «Новый Человек-паук: Высокое напряжение» | Номинация | [ 47 ]        |
| Кинонаграды MTV                                 | 2022 | «Лучшая актёрская команда»                                    | «Человек-паук: Нет пути домой»           | Номинация | [ 48 ] [ 49 ] |
| Кинонаграды MTV                                 | 2022 | «Лучший музыкальный момент»                                   | «Тик-так, бум!»                          | Номинация | [ 48 ] [ 49 ] |
| Премия NewNowNext Awards                        | 2011 | Актёр на грани славы                                          | —                                        | Номинация | [ 50 ]        |
| Nickelodeon Kids' Choice Awards                 | 2013 | «Любимый киноактёр»                                           | «Новый Человек-паук»                     | Номинация | [ 51 ]        |
| Nickelodeon Kids' Choice Awards                 | 2013 | «Самый крутой»                                                | «Новый Человек-паук»                     | Номинация | [ 51 ]        |
| Nickelodeon Kids' Choice Awards                 | 2015 | «Любимый актёр боевиков»                                      | «Новый Человек-паук: Высокое напряжение» | Номинация | [ 52 ]        |
| Ассоциация онлайн-кино и телевидения            | 2011 | «Лучший прорыв мужского актёрского состава»                   | «Социальная сеть»                        | Победа    |               |
| Ассоциация онлайн-кино и телевидения            | 2011 | «Лучший актёр второго плана»                                  | «Социальная сеть»                        | Номинация |               |
| Ассоциация онлайн-кино и телевидения            | 2017 | «Лучший актёр»                                                | «По соображениям совести»                | Номинация |               |
| Ассоциация онлайн-кино и телевидения            | 2022 | «Лучший актёр»                                                | «Тик-так, бум!»                          | 2-е место | [ 53 ]        |
| People's Choice Awards                          | 2013 | «Любимый супергерой»                                          | «Новый Человек-паук»                     | Номинация | [ 54 ]        |
| People's Choice Awards                          | 2013 | «Любимая романтическая история в кино»                        | «Новый Человек-паук»                     | Номинация | [ 54 ]        |
| People's Choice Awards                          | 2015 | «Любимый дуэт»                                                | «Новый Человек-паук: Высокое напряжение» | Номинация | [ 55 ]        |
| Премии Королевского телевизионного общества     | 2008 | «Лучший актёр»                                                | «Мальчик А»                              | Номинация | [ 56 ]        |
| «Спутник»                                       | 2010 | «Лучшая мужская роль второго плана»                           | «Социальная сеть»                        | Номинация | [ 57 ]        |
| «Спутник»                                       | 2017 | «Лучшая мужская роль»                                         | «По соображениям совести»                | Победа    | [ 58 ]        |
| «Спутник»                                       | 2022 | «Лучшая мужская роль — комедия или мюзикл»                    | «Тик-так, бум!»                          | Победа    | [ 59 ]        |
| «Спутник»                                       | 2023 | «Лучшая мужская роль в мини-сериале или телефильме»           | «Под знаменем небес»                     | Номинация | [ 60 ]        |
| «Сатурн»                                        | 2011 | «Лучший киноактёр второго плана»                              | «Не отпускай меня»                       | Победа    | [ 61 ]        |
| Scream Awards                                   | 2010 | «Лучший мужской персонаж»                                     | «Воображариум доктора Парнаса»           | Номинация | [ 62 ]        |
| Teen Choice Awards                              | 2011 | «Лучшая сцена в фильме»                                       | «Социальная сеть»                        | Номинация | [ 63 ]        |
| Teen Choice Awards                              | 2012 | «Лучший киноактёр летнего кино»                               | «Новый Человек-паук»                     | Номинация | [ 64 ]        |
| Teen Choice Awards                              | 2014 | «Лучший фильм: Поцелуй»                                       | «Новый Человек-паук: Высокое напряжение» | Номинация | [ 65 ]        |
| Teen Choice Awards                              | 2014 | «Лучший киноактёр научной фантастики/фэнтези»                 | «Новый Человек-паук: Высокое напряжение» | Номинация | [ 65 ]        |
| Teen Choice Awards                              | 2017 | «Лучший киноактёр драмы»                                      | «По соображениям совести»                | Номинация | [ 66 ]        |
| «Молодой Голливуд»                              | 2014 | «Любимый супергерой»                                          | «Новый Человек-паук: Высокое напряжение» | Номинация | [ 67 ]        |
| «Молодой Голливуд»                              | 2014 | «Любимый киноактёр»                                           | «Новый Человек-паук: Высокое напряжение» | Номинация | [ 67 ]        |
| «Молодой Голливуд»                              | 2014 | «Лучшая экранная пара»                                        | «Новый Человек-паук: Высокое напряжение» | Номинация | [ 67 ]        |

## Театральные премии
| Награда                             | Год  | Категория                                   | Работа                                                  | Результат | Ист.   |
| ----------------------------------- | ---- | ------------------------------------------- | ------------------------------------------------------- | --------- | ------ |
| Broadway.com Audience Choice Awards | 2012 | «Любимый актёр в пьесе»                     | «Смерть коммивояжёра»                                   | Номинация | [ 68 ] |
| Broadway.com Audience Choice Awards | 2012 | «Любимое прорывное выступление»             | «Смерть коммивояжёра»                                   | Победа    | [ 68 ] |
| Broadway.com Audience Choice Awards | 2012 | «Любимая пара на сцене»                     | «Смерть коммивояжёра»                                   | Номинация | [ 68 ] |
| Broadway.com Audience Choice Awards | 2018 | «Любимый главный актёр в пьесе»             | «Ангелы в Америке»                                      | Победа    | [ 69 ] |
| «Драма Деск»                        | 2018 | «Лучшая мужская роль в пьесе»               | «Ангелы в Америке»                                      | Победа    | [ 70 ] |
| Премия Лиги Драмы                   | 2012 | «Выдающееся исполнение»                     | «Смерть коммивояжёра»                                   | Номинация | [ 71 ] |
| Премия Лиги Драмы                   | 2018 | «Выдающееся исполнение»                     | «Ангелы в Америке»                                      | Номинация | [ 72 ] |
| Театральная премия Evening Standard | 2006 | «Выдающийся новичок»                        | «Красота»; «Ожог / Чат / Гражданство»; «Ошеломительный» | Победа    | [ 73 ] |
| Театральная премия Evening Standard | 2017 | «Лучшая мужская роль в пьесе»               | «Ангелы в Америке»                                      | Победа    | [ 74 ] |
| Премия Внешнего круга критиков      | 2012 | «Лучшая мужская роль второго плана в пьесе» | «Смерть коммивояжёра»                                   | Номинация | [ 75 ] |
| Премия Внешнего круга критиков      | 2018 | «Лучшая мужская роль в пьесе»               | «Ангелы в Америке»                                      | Победа    | [ 76 ] |
| Премия Theatre Fans' Choice Awards  | 2018 | «Лучшая мужская роль в пьесе»               | «Ангелы в Америке»                                      | Победа    |        |
| Премия WhatsOnStage                 | 2018 | «Лучшая мужская роль в пьесе»               | «Ангелы в Америке»                                      | Номинация | [ 77 ] |

## Ассоциации кинокритиков
| Год  | Ассоциация                                                    | Категория                                                                    | Работа                                                                       | Результат | Ист.            |
| ---- | ------------------------------------------------------------- | ---------------------------------------------------------------------------- | ---------------------------------------------------------------------------- | --------- | --------------- |
| 2010 | Общество кинокритиков Бостона                                 | «Лучшая мужская роль второго плана»                                          | «Социальная сеть»                                                            | 2-е место | [ 78 ]          |
| 2010 | Ассоциация кинокритиков Чикаго                                | «Лучшая мужская роль второго плана»                                          | «Социальная сеть»                                                            | Номинация | [ 79 ]          |
| 2010 | Общество кинокритиков Детройта                                | «Прорыв года»                                                                | «Социальная сеть»                                                            | Номинация | [ 80 ]          |
| 2010 | Общество кинокритиков Детройта                                | «Лучшая мужская роль второго плана»                                          | «Социальная сеть»                                                            | Номинация | [ 80 ]          |
| 2010 | Общество кинокритиков Хьюстона                                | «Лучшая мужская роль второго плана»                                          | «Социальная сеть»                                                            | Номинация | [ 81 ]          |
| 2010 | Ассоциация кинокритиков Айовы                                 | «Лучшая мужская роль второго плана»                                          | «Социальная сеть»                                                            | Номинация | [ 82 ]          |
| 2010 | Общество кинокритиков Лас-Вегаса                              | «Лучшая мужская роль второго плана»                                          | «Социальная сеть»                                                            | Номинация | [ 83 ]          |
| 2010 | Общество онлайн-кинокритиков                                  | «Лучшая мужская роль второго плана»                                          | «Социальная сеть»                                                            | Номинация | [ 84 ]          |
| 2010 | Общество кинокритиков Финикса                                 | «Лучшая мужская роль второго плана»                                          | «Социальная сеть»                                                            | Номинация | [ 85 ]          |
| 2010 | Общество кинокритиков Финикса                                 | «Лучший актёрский состав»                                                    | «Социальная сеть»                                                            | Победа    | [ 85 ]          |
| 2010 | Общество кинокритиков Сан-Диего                               | «Лучший актёрский состав»                                                    | «Социальная сеть»                                                            | Номинация | [ 86 ]          |
| 2010 | Ассоциация кинокритиков Юты                                   | «Лучшая мужская роль второго плана»                                          | «Социальная сеть»                                                            | Номинация | [ 87 ]          |
| 2010 | Список фильмов газеты The Village Voice                       | «Лучшая мужская роль второго плана»                                          | «Социальная сеть»                                                            | Номинация | [ 88 ]          |
| 2010 | Ассоциация кинокритиков Вашингтона                            | «Лучший актёрский состав»                                                    | «Социальная сеть»                                                            | Номинация | [ 89 ]          |
| 2010 | Ассоциация кинокритиков Вашингтона                            | «Лучшая мужская роль второго плана»                                          | «Социальная сеть»                                                            | Номинация | [ 89 ]          |
| 2011 | Премия «Дориан»                                               | «Восходящая звезда года»                                                     | «Социальная сеть»                                                            | Номинация | [ 90 ]          |
| 2011 | Премия Лондонской ассоциации кинокритиков                     | «Лучший британский актёр года в роли второго плана»                          | «Социальная сеть»                                                            | Победа    | [ 91 ]          |
| 2011 | Премия Лондонской ассоциации кинокритиков                     | «Лучший британский актёр года»                                               | «Не отпускай меня»                                                           | Номинация | [ 91 ]          |
| 2015 | Круг женщин-кинокритиков                                      | «Лучшая мужская роль»                                                        | «99 домов»                                                                   | Номинация | [ 92 ]          |
| 2016 | Список фильмов газеты The Village Voice                       | «Лучшая мужская роль»                                                        | «Молчание»                                                                   | Номинация | [ 93 ]          |
| 2016 | Общество кинокритиков Денвера                                 | «Лучшая мужская роль»                                                        | «По соображениям совести»                                                    | Номинация | [ 94 ]          |
| 2016 | Общество кинокритиков Детройта                                | «Лучшая мужская роль»                                                        | «По соображениям совести»                                                    | Номинация | [ 95 ]          |
| 2016 | Общество кинокритиков Хьюстона                                | «Лучшая мужская роль»                                                        | «По соображениям совести»                                                    | Номинация | [ 96 ]          |
| 2016 | Общество кинокритиков Финикса                                 | «Лучшая мужская роль»                                                        | «По соображениям совести»                                                    | Номинация | [ 97 ]          |
| 2016 | Ассоциация кинокритиков Вашингтона                            | «Лучшая мужская роль»                                                        | «По соображениям совести»                                                    | Номинация | [ 98 ]          |
| 2016 | Общество кинокритиков Австралии                               | «Лучшая мужская роль»                                                        | «По соображениям совести»                                                    | Номинация | [ 99 ]          |
| 2017 | Ассоциация кинокритиков Джорджии                              | «Лучшая мужская роль»                                                        | «По соображениям совести»                                                    | Номинация | [ 100 ]         |
| 2017 | Общество кинокритиков Гавайских островов                      | «Лучшая мужская роль»                                                        | «По соображениям совести»                                                    | Номинация | [ 101 ] [ 102 ] |
| 2017 | Ассоциация кинокритиков Северного Техаса                      | «Лучшая мужская роль»                                                        | «По соображениям совести»                                                    | Номинация | [ 103 ]         |
| 2017 | Премия Лондонской ассоциации кинокритиков                     | «Лучший актёр года»                                                          | «По соображениям совести»                                                    | Номинация | [ 104 ] [ 105 ] |
| 2017 | Премия Лондонской ассоциации кинокритиков                     | «Лучший британский/ирландский актёр года»                                    | «По соображениям совести»                                                    | Победа    | [ 104 ] [ 105 ] |
| 2021 | Круг кинокритиков Сансета                                     | «Лучшая мужская роль»                                                        | «Тик-так, бум!»                                                              | Победа    | [ 106 ]         |
| 2021 | Награды Голливудского творческого альянса                     | «Лучшая мужская роль»                                                        | «Тик-так, бум!»                                                              | Победа    | [ 107 ]         |
| 2021 | Общество кинокритиков Детройта                                | «Лучшая мужская роль»                                                        | «Тик-так, бум!»                                                              | Номинация | [ 108 ]         |
| 2021 | Ассоциация кинокритиков Вашингтона                            | «Лучшая мужская роль»                                                        | «Тик-так, бум!»                                                              | Победа    | [ 109 ]         |
| 2021 | Круг кинокритиков Атланты                                     | «Лучшая мужская роль»                                                        | «Тик-так, бум!»                                                              | Номинация | [ 110 ]         |
| 2021 | Премия Film Critic Awards                                     | «Лучшая мужская роль»                                                        | «Тик-так, бум!»                                                              | Победа    |                 |
| 2021 | Альянс женщин-киножурналистов                                 | «Лучшая мужская роль»                                                        | «Тик-так, бум!»                                                              | Номинация | [ 111 ]         |
| 2021 | Общество кинокритиков Лас-Вегаса                              | «Лучшая мужская роль»                                                        | «Тик-так, бум!»                                                              | Номинация | [ 112 ]         |
| 2021 | Ассоциация кинокритиков Сент-Луиса                            | «Лучшая мужская роль»                                                        | «Тик-так, бум!»                                                              | 2-е место | [ 113 ]         |
| 2021 | Ассоциация кинокритиков Чикаго                                | «Лучшая мужская роль»                                                        | «Тик-так, бум!»                                                              | Номинация | [ 114 ]         |
| 2021 | Ассоциация кинокритиков Портленда                             | «Лучшая мужская роль»                                                        | «Тик-так, бум!»                                                              | Номинация | [ 115 ]         |
| 2021 | Награды критиков Международного киносообщества                | «Лучшая мужская роль»                                                        | «Тик-так, бум!»                                                              | Победа    | [ 116 ]         |
| 2021 | Ассоциация кинокритиков Джорджии                              | «Лучшая мужская роль»                                                        | «Тик-так, бум!»                                                              | Номинация | [ 117 ]         |
| 2021 | Круг женщин-кинокритиков                                      | «Лучшая мужская роль»                                                        | «Тик-так, бум!»                                                              | Номинация | [ 118 ]         |
| 2021 | Награды Midnight Critics Circle                               | «Лучшая мужская роль»                                                        | «Тик-так, бум!»                                                              | Победа    |                 |
| 2021 | Награды Midnight Critics Circle                               | «Лучший актёр — комедия/мюзикл»                                              | «Тик-так, бум!»                                                              | Победа    |                 |
| 2021 | Общество кинокритиков Флориды                                 | «Лучшая мужская роль»                                                        | «Тик-так, бум!»                                                              | Номинация | [ 119 ]         |
| 2021 | Онлайн-ассоциация женщин-кинокритиков                         | «Лучшая мужская роль»                                                        | «Тик-так, бум!»                                                              | Победа    | [ 120 ]         |
| 2021 | Ассоциация кинокритиков Юты                                   | «Лучшая мужская роль»                                                        | «Тик-так, бум!»                                                              | 2-е место | [ 121 ]         |
| 2021 | Ассоциация киножурналистов Индианы                            | «Лучшая мужская роль»                                                        | «Тик-так, бум!»                                                              | Номинация | [ 122 ]         |
| 2021 | Ассоциация кинокритиков Далласа – Форт-Уэрта                  | «Лучшая мужская роль»                                                        | «Тик-так, бум!»                                                              | 3-е место | [ 123 ]         |
| 2021 | Премия ассоциации молодых кинематографистов Америки           | «Лучшая мужская роль в комедии или мюзикле»                                  | «Тик-так, бум!»                                                              | Победа    |                 |
| 2022 | Ассоциация кинокритиков Остина                                | «Лучшая мужская роль»                                                        | «Тик-так, бум!»                                                              | Номинация | [ 124 ]         |
| 2022 | Ассоциация кинокритиков Северной Каролины                     | «Лучшая мужская роль»                                                        | «Тик-так, бум!»                                                              | Номинация | [ 125 ]         |
| 2022 | Ассоциация кинокритиков Коламбуса                             | «Лучшая мужская роль»                                                        | «Тик-так, бум!»                                                              | Номинация | [ 126 ]         |
| 2022 | Ассоциация кинокритиков Коламбуса                             | «Актёр года»                                                                 | «Тик-так, бум!»                                                              | 2-е место | [ 126 ]         |
| 2022 | Общество кинокритиков Оклахомы                                | «Лучший актёр»                                                               | «Тик-так, бум!»                                                              | 2-е место | [ 127 ]         |
| 2022 | Общество кинокритиков Оклахомы                                | «Лучшая работа»                                                              | «Тик-так, бум!»                                                              | 2-е место | [ 127 ]         |
| 2022 | Общество кинокритиков Сан-Диего                               | «Лучшая мужская роль»                                                        | «Тик-так, бум!»                                                              | 2-е место | [ 128 ]         |
| 2022 | Ассоциация кинокритиков Торонто                               | «Лучшая мужская роль»                                                        | «Тик-так, бум!»                                                              | 2-е место | [ 129 ]         |
| 2022 | Общество кинокритиков Канзас-Сити                             | «Лучшая мужская роль»                                                        | «Тик-так, бум!»                                                              | 2-е место | [ 130 ]         |
| 2022 | Общество кинокритиков Сиэтла                                  | «Лучшая мужская роль»                                                        | «Тик-так, бум!»                                                              | Номинация | [ 131 ]         |
| 2022 | Общество кинокритиков залива Сан-Франциско                    | «Лучшая мужская роль»                                                        | «Тик-так, бум!»                                                              | Номинация | [ 132 ]         |
| 2022 | Общество кинокритиков Гавайских островов                      | «Лучшая мужская роль»                                                        | «Тик-так, бум!»                                                              | Номинация | [ 133 ]         |
| 2022 | Круг независимых кинокритиков Чикаго                          | «Лучшая мужская роль»                                                        | «Тик-так, бум!»                                                              | Победа    | [ 134 ]         |
| 2022 | Ассоциация кинокритиков Центральной Флориды                   | «Лучшая мужская роль»                                                        | «Тик-так, бум!»                                                              | Победа    | [ 135 ]         |
| 2022 | Ассоциация кинокритиков Айовы                                 | «Лучшая мужская роль»                                                        | «Тик-так, бум!»                                                              | Победа    | [ 136 ]         |
| 2022 | Общество онлайн-кинокритиков                                  | «Лучшая мужская роль»                                                        | «Тик-так, бум!»                                                              | Номинация | [ 137 ]         |
| 2022 | Североамериканская ассоциация кинокритиков                    | «Лучшая мужская роль»                                                        | «Тик-так, бум!»                                                              | Победа    |                 |
| 2022 | Круг кинокритиков Ванкувера                                   | «Лучшая мужская роль»                                                        | «Тик-так, бум!»                                                              | Победа    | [ 138 ]         |
| 2022 | Ассоциация латиноамериканских журналистов в сфере развлечений | «Лучшая мужская роль»                                                        | «Тик-так, бум!»                                                              | Победа    | [ 139 ]         |
| 2022 | Премия «Дориан»                                               | «Лучшая мужская роль»                                                        | «Тик-так, бум!»                                                              | Номинация | [ 140 ]         |
| 2022 | Премия Лондонской ассоциации кинокритиков                     | «Лучший актёр года»                                                          | «Тик-так, бум!»                                                              | Номинация | [ 141 ]         |
| 2022 | Премия Лондонской ассоциации кинокритиков                     | «Лучший британский/ирландский актёр года»                                    | «Глаза Тэмми Фэй» «Мейнстрим» «Человек-паук: Нет пути домой» «Тик-так, бум!» | Победа    | [ 141 ]         |
| 2022 | Общество кинокритиков Хьюстона                                | «Лучшая мужская роль»                                                        | «Тик-так, бум!»                                                              | Номинация | [ 142 ]         |
| 2022 | Общество кинокритиков Хьюстона                                | «Лучшая мужская роль второго плана»                                          | «Глаза Тэмми Фэй»                                                            | Номинация | [ 142 ]         |
| 2022 | Награды Голливудского творческого альянса                     | «Лучшая мужская роль в сериале-антологии или сериале для потоковой передачи» | «Под знаменем небес»                                                         | Номинация | [ 143 ]         |

## Комментарии
1. ↑  Некоторые группы награждения не просто присуждают одного победителя, они отмечают несколько лауреатов и занимают призовые места. Поскольку это особое признание и отличается от потери награды, упоминания, занимающие второе место, считаются победами при подсчёте наград. Для упрощения и ухода от ошибок предполагается, что каждая награда в этом списке имела предварительную номинацию.
2. ↑  Совместно с Джастином Тимберлейком.
3. 1 2 3 4 5  Совместно с Эммой Стоун.
4. ↑  Совместно с Томом Холландом и Тоби Магуайром.
5. ↑  Совместно с Ванессой Хадженс.
6. ↑  Совместно с Филипом Сеймуром Хоффманом.